# Jorge Sincelo
Jorge Sincelo (en griego: Γεώργιος ὁ Σύγκελλος, llamado Synkellos, latín: Georgius Syncellus), o Jorge el Monje, denominado así por su oficio eclesiástico, fue un historiador, filósofo, escritor y clérigo bizantino, secretario personal (sincelo) del patriarca Tarasio, que vivió a finales del siglo VIII e inicios del IX.
Es la principal fuente de conocimiento y transmisión de la Aegyptiaca, o Historia de Egipto de Manetón, en su obra Eklogué Cronografías, una historia del mundo que partiendo desde Adán llegaba hasta la época del emperador Diocleciano.
Sincelo quería demostrar que Jesucristo había nacido el año 5500 después de la Creación del Mundo, describiendo resumidamente la historia de las dinastías egipcias que alcanzaban desde el Diluvio Universal hasta los tiempos de Darío I de Persia, sirviéndose de los epítomes de Manetón.
De sus textos solo han perdurado dos manuscritos, el del año 1021, y el de París, el mejor de ambos.
Sincelo utilizó para componer su obra el epítome de Eusebio de Cesarea, citándolo, y posiblemente el de Julio Africano, indirectamente, a través de otros manuscritos. También debió conocer otras obras, consideradas pseudo-manetoníanas, como el Libro de Sozis y la Crónica Antigua.